# Roland Binder
Pour les articles homonymes, voir Binder.
Roland Binder, né le 25 février 1940 à Esslingen, est un pilote automobile allemand sur circuits à bord de monoplaces avec son équipe personnelle (ainsi que Weigel Renntechnik en 1981, et le Motorclub Ingolstadt entre 1986 et 1988).

## Biographie
Après une première partie de carrière en Formule 3 et Formule 2 de 1967 à 1977 (sur Lotus, Tecno, Brabham, March, et enfin Lola), celle-ci s'étale ensuite annuellement en Interserie de 1977 à 1991, à bord de véhicules Lola (1977 à 1984), Percy (1985 à 1988), et Ralt (1989 à 1991).
Binder a obtenu quatre titres dans ce championnat, Walter Lechner restant le pilote le plus titré de cette série continentale avec six réalisations sur quatorze saisons (devant Binder).

## Palmarès

### Titres
- Champion Interserie en 1981 (Lola T296, victoire à Zolder), 1982 (Lola T296), et 1985 (Persy 85-01);
- Champion Interserie de Division 2 en 1986 (Persy 85-01);
  - vice-champion Interserie de Division 2, en 1979;
  - 3e du championnat Interserie de Division 2, en 1978 et 1990.